# Dysoxylum pachyrhache
Dysoxylum pachyrhache är en tvåhjärtbladig växtart som beskrevs av Merrill. Dysoxylum pachyrhache ingår i släktet Dysoxylum och familjen Meliaceae. Inga underarter finns listade i Catalogue of Life.